# Thorsten Nehrbauer
Thorsten Nehrbauer (* 12. Januar 1978 in Bonn) ist ein deutscher Fußballtrainer und ehemaliger -spieler.

## Karriere als Spieler
Nehrbauer begann als Jugendspieler beim Bonner SC. Dort wurde sein Talent von Bayer 04 Leverkusen entdeckt und er wechselte 1991 in die Jugend des Bundesligisten. In Leverkusen wurde Nehrbauer zum U-21-Nationalspieler (13 Spiele, 2 Tore zwischen 1997 und 1999) und in der Saison 1997/98 stand er im Profikader von Bayer 04 Leverkusen, die den 3. Platz in der Bundesliga belegten. Allerdings kam er während der Spielzeit nicht zum Einsatz und wechselte zu Fortuna Düsseldorf in die 2. Bundesliga, wo er in 25 Spielen ein Tor erzielte.
Nachdem der Klassenerhalt verpasst wurde, ging Nehrbauer zunächst zum Bundesliga-Aufsteiger Arminia Bielefeld. Ohne dort eingesetzt worden zu sein, wechselte er bereits im Laufe der Hinrunde zurück in die 2. Bundesliga zum 1. FSV Mainz 05. Hier konnte er sich gegen Ende seiner ersten Saison einen Stammplatz erkämpfen, den er allerdings gegen Ende der zweiten Saison verlor. Daher ging er 2001 zum damaligen Zweitligisten Hannover 96. In der ersten Saison kam er auf 19 Einsätze, wobei er nur zwei Partien über die volle Spieldauer bestritt und 16 Mal eingewechselt wurde. Nach dem Aufstieg in die erste Liga bestritt er allerdings nur zwei Partien als Einwechselspieler.
Ab 2003 stand der im Mittelfeld aktive Spieler beim 1. FC Saarbrücken unter Vertrag. In der Mannschaft, die zunächst in der Regionalliga Süd antrat, hatte er anfangs einen Stammplatz. Diesen verlor er am 7. Spieltag, als er in der Partie gegen Kickers Offenbach des Feldes verwiesen wurde. Gegen Mitte der Saison erkämpfte sich Nehrbauer seinen Platz in der Startelf zurück und konnte den Aufstieg feiern. In der 2. Bundesliga bestritt er in der folgenden Saison 21 Partien, gegen den MSV Duisburg gelang ihm sein einziges Saisontor. 2005/06 kam er auf 32 Spiele und verpasste die beiden anderen Saisonspiele, da er zweimal mit Gelb-Rot bedacht wurde. Auch nach dem Abstieg war Nehrbauer Stammspieler. Nur nach seiner roten Karte am 4. Spieltag musste der Verein auf Nehrbauer verzichten.
Zur Saison 2007/08 wechselte Nehrbauer zu Kickers Emden in die Regionalliga Nord. Nachdem sich Emden nach der Saison 2008/09 aus lizenzrechtlichen Gründen freiwillig in die Oberliga zurückgezogen hatte, verließ er den Verein. Im Herbst 2009 erhielt er die Spielberechtigung für den Regionalliga-West-Aufsteiger Bonner SC, seinen Stammverein, für den er bis zur Winterpause der Saison 2009/10 ohne Bezahlung antrat. Beim ersten Spiel nach seiner Verpflichtung am 17. Oktober 2009 gegen den VfL Bochum II stand er in der Startformation. In der Winterpause der Saison wechselte er zum TSV Germania Windeck.

## Karriere als Trainer
Nach einem kurzen Gastspiel als Spielertrainer der ersten Mannschaft des TuS Homburg-Bröltal in der Bezirksliga wurde Nehrbauer im Januar 2014 als Trainer des zu dieser Zeit in der Westfalenliga spielenden 1. FC Kaan-Marienborn vorgestellt. Mit diesem gewann er 2014, 2016 und 2017 den Kreispokal. In der Saison 2015/16 stieg er mit seiner Mannschaft in die Oberliga Westfalen auf, 2018 folgte der Aufstieg in die Regionalliga West. Nach Ende der Saison 2018/19 verließ er den Verein.
Zur Saison 2019/20 schloss er sich dem Bonner SC an, wo er im Dezember 2020 entlassen wurde. Zur Saison 2021/22 kehrte er als Trainer zum 1. FC Kaan-Marienborn zurück, wo er 2022 erneut den Kreispokal gewann und bis zum Rückzug des Vereins aus der Regionalliga blieb. Anfang Oktober 2023 wurde als neuer Trainer der Sportfreunde Siegen vorgestellt. 2024 holte er mit dem Verein den Kreispokal, im darauffolgenden Jahr stieg er in die Regionalliga West auf. Sein Vertrag ist bis 2027 datiert.